# Dolby Cinema
Dolby Cinema — кинотеатр премиум-класса, созданный компанией Dolby Laboratories, который сочетает в себе запатентованные технологии Dolby, такие как Dolby Vision и Dolby Atmos, а также другие фирменные входные и внутренние дизайнерские функции. Технология конкурирует с IMAX и другими премиальными крупными форматами, такими как XD от Cinemark и RPX Regal.

## История
Первыми установки с участием Dolby Cinema были JT (сейчас Vue) Bioscopen Cinema в Эйндховене, Нидерланды, 18 декабря 2014 года; за ней последовала Cinesa La Maquinista в Барселоне, Испания. Dolby Laboratories имеет партнёрские контракты с Cinesa, Vue Cinemas, AMC Theatres (известной как Dolby Cinema в AMC, ранее Dolby Cinema в AMC Prime до начала 2017 года), Cineplexx Cinemas, Wanda Cinemas, Jackie Chan Cinema, Reel Cinemas и Odeon Cinemas на установку Dolby Cinemas.
26 мая 2017 года Dolby объявили о заключении сделки с Les Cinémas Gaumont Pathé об открытии 10 новых мест в Европе. Семь из них будут расположены во Франции, а три другие — в Нидерландах.

## Технология

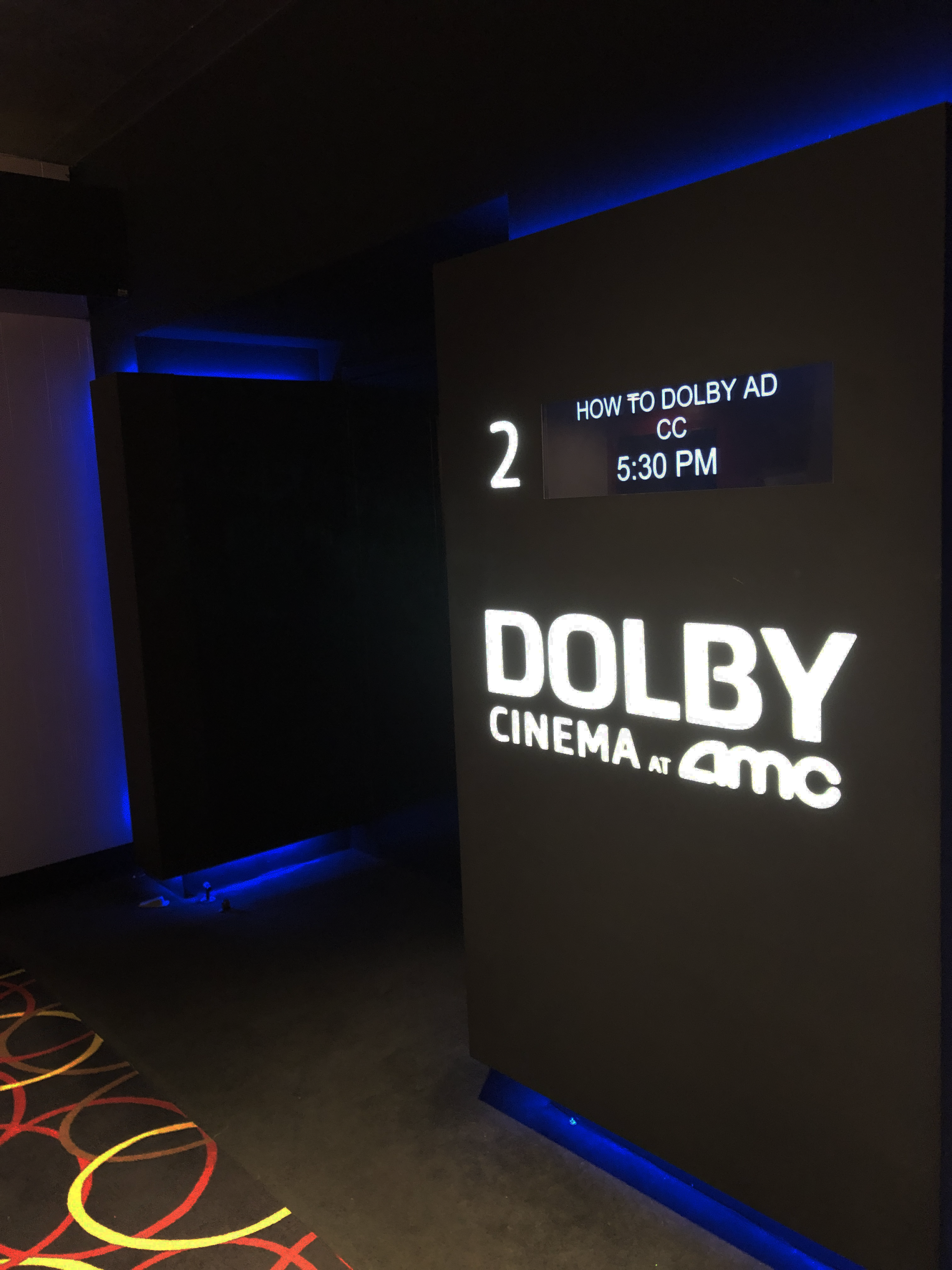
Вход в кинотеатр Dolby, расположенный на площади AMC Barton Creek Square 14 в Остин, штат Техас с принтом мультфильма «Как приручить дракона 3»

### Dolby Vision
Dolby Cinema использует проекционную систему Dolby Vision, разработанную Dolby Laboratories совместно с Christie Digital. Система состоит из двух модульных лазерных проекторов Christie 4K 6P (основных) с индивидуальным дизайном, обеспечивающего уникальный световой путь. Система способна поставлять до 14 футов (48 нит) на матово-белых экранах с единым увеличением для 3-D (и до 31 фута-ламберта (106 нит) для 2-D), что является существенным улучшением по сравнению с 3-D-системами текущего поколения, которые обеспечивают в диапазоне от 3 до 4 футов для 3-D. Результатом является улучшение яркости, цвета и контрастности по сравнению с традиционными ксеноновыми проекторами. Первые кинотеатры временно использовали готовые двойные лазерные проекторы Christie 4K до тех пор, пока весной 2015 года не были выпущены Dolby Vision.
Dolby 3D использует разделение спектра, где два проектора функционируют в сложенных операциях, при этом каждый проектор излучает немного разную длину волны красного, зелёного и синего цвета. На проекторе нет поляризации, а 3-D-спектакли имеют выемочные фильтры, которые блокируют основные праймеризы, используемые проектором, проецирующим изображение, предназначенное для другого глаза.
Dolby Vision может отображать следующие комбинации разрешения и частоты кадров:
- 2K — 2D со скоростью 120 кадров в секунду, 60 кадров в секунду, 48 кадров в секунду и 30 кадров в секунду
- 2K — 3D с частотой 120 кадров в секунду, 60 кадров в секунду, 48 кадров в секунду и 30 кадров в секунду на глаз/проектор
- 4K — 2D со скоростью 120 кадров в секунду, 60 кадров в секунду, 48 кадров в секунду и 30 кадров в секунду
- 4K — 3D со скоростью 120 кадров в секунду, 60 кадров в секунду, 48 кадров в секунду и 30 кадров в секунду на глаз/проектор
- 8K — 2D с частотой 120 кадров в секунду, 60 кадров в секунду, 48 кадров в секунду и 30 кадров в секунду
- 8K — 3D с частотой 120 кадров в секунду, 60 кадров в секунду, 48 кадров в секунду и 30 кадров в секунду на глаз/проектор

Хотя проекторы-близнецы способны отображать коэффициент контрастности 7500:1, определенный функцией фиксированной яркости DCI, для фильмов, не оценённых с Dolby Vision, проекторы ограничены коэффициентом контрастности 5000:1. Голливудские студии оценили более 100 фильмов непосредственно на проекторах Dolby Cinema, затем творческая команда может создавать контент с коэффициентом контрастности 1 000 000:1.

### Dolby Atmos

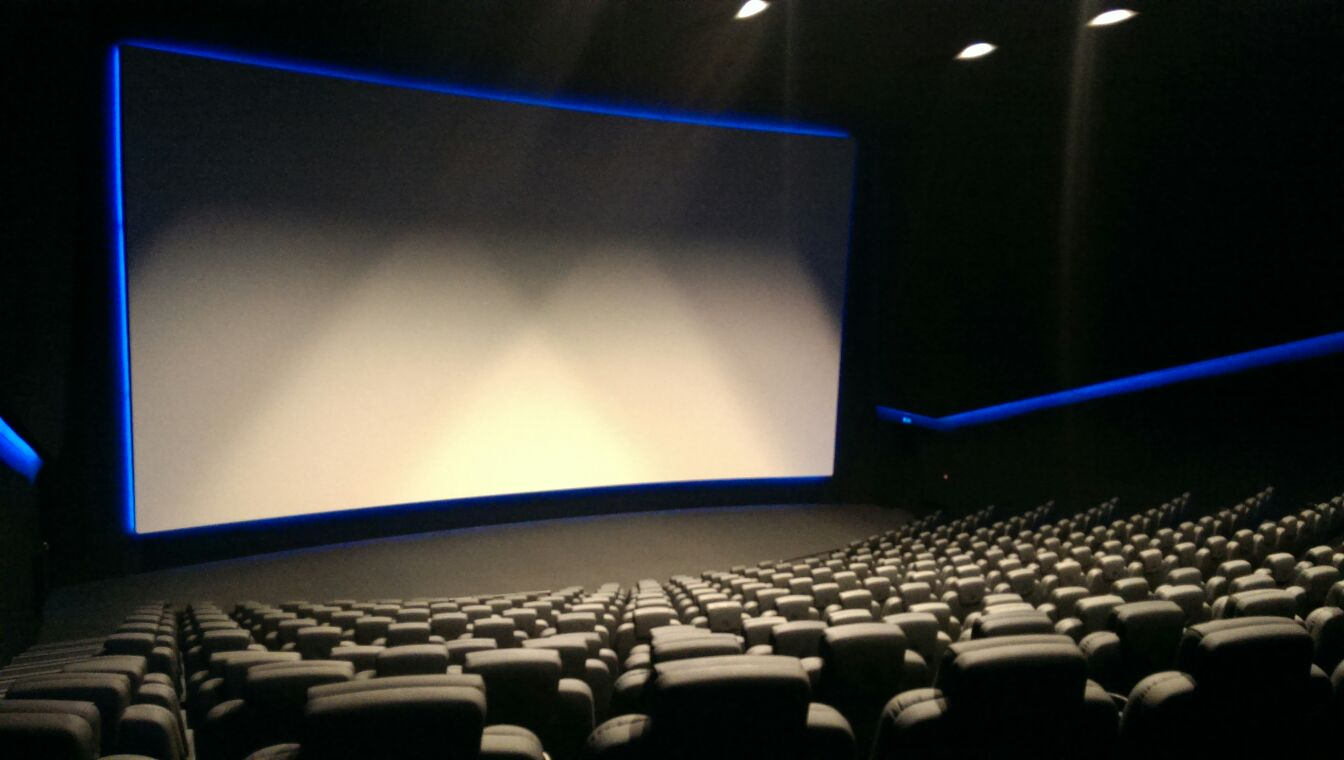
Интерьер типичного кинотеатра Dolby, расположенного в Vue Hilversum в Хилверсюме, Нидерланды

Другим компонентом Dolby Cinema является Dolby Atmos, объектно-ориентированный, трёхмерный формат объёмного звука, разработанный Dolby Laboratories. Система способна выполнять 128 одновременных аудиовходов с использованием до 64 отдельных динамиков для повышения погружения зрителя в фильм. Первым фильмом, поддерживающим новый формат, был мультфильм Disney и Pixar «Храбрая сердцем», выпущенный в 2012 году

### Вход с подписью
В большинстве кинотеатров Dolby есть изогнутый вход в видеостену, на котором отображается контент, связанный с художественным фильмом, играющим в зрительном зале. Контент, отображаемый на видеостене, специально создан киностудией и предназначен для погружения зрителей в кино до начала фильма. Видео генерируется с помощью нескольких коротких проекторов высокой чёткости на входном потолке, а запатентованное программное обеспечение используется для пиксельного отображения различных изображений вдоль стены. Аналогичным образом, звук генерируется с помощью динамиков, расположенных в потолке входа.